# Jaïro Riedewald
Jaïro Riedewald, né le 9 septembre 1996, est un footballeur international néerlandais évoluant actuellement aux postes d'arrière gauche et de défenseur central.

## Biographie

### En club

#### Ajax Amsterdam
Jaïro Riedewald rejoint l'Ajax Amsterdam à l'âge de 11 ans, et il y signe pro en 2013, en signant un contrat de trois ans. Il commence tout d'abord à jouer avec la Jong Ajax, en D2, avec laquelle il joue son premier match le 21 octobre 2013 contre le VVV Venlo.
Riedewald joue son premier match en équipe première le 19 décembre 2013 contre l'IJsselmeervogels Spakenburg, dans un match de coupe.

Le joueur se déclare « content de jouer en équipe première », et veut « continuer à progresser ».
Le 22 décembre 2013, il joue son premier match de championnat contre le Roda JC Kerkrade. Pour sa première en Eredivisie, il se fait remarquer en réussissant à marquer un doublé en seulement dix minutes de jeu, permettant à l'Ajax de s'imposer 2 buts à 1.
Le joueur joue son premier match de Ligue Europa le 27 février 2014 contre le Red Bull Salzbourg.
Ayant joué cinq matches de championnat pour sa première saison avec l'Ajax, il peut être crédité du titre de champion même s'il n'a pas beaucoup joué.
En septembre 2014, Riedewald prolonge son contrat avec l'Ajax jusqu'en 2018.
Il joue son premier match de Ligue des champions le 21 octobre 2014 contre le FC Barcelone.

#### Crystal Palace
Le 24 juillet 2017, il paraphe un contrat de cinq ans en faveur de Crystal Palace où il retrouve Frank de Boer qui l'avait lancé chez les professionnels en 2013. À la suite du limogeage de l'entraîneur néerlandais, il voit son temps de jeu se réduire jusqu'à être mis à l'écart par Roy Hodgson lors de la saison 2018-2019, ne comptant aucune minute de jeu lors de la phase aller du championnat.

### En équipe nationale
Il joue son premier match en équipe des Pays-Bas le 6 septembre 2015, contre la Turquie. Ce match perdu 3-0 à Konya rentre dans le cadre des éliminatoires de l'Euro 2016.

## Palmarès
- Champion des Pays-Bas en 2014 avec l'Ajax Amsterdam
- Vice-champion des Pays-Bas en 2016 et 2017 avec l'Ajax Amsterdam
- Finaliste de la Ligue Europa en 2017 avec l'Ajax Amsterdam